# Светомир Шкарич
Светомир Шкарич (на македонска литературна норма: Светомир Шкариќ; на сръбски: Светомир Шкарић) е виден юрист от Северна Македония.

## Биография
Шкарич е роден в 1941 година в сръбското колонистко селище в Дойранско Сретеново. Завършва Юридическия факултет на Скопския университет в 1965 година и от 1968 година работи там като асистент по конституционно право. В 1972 година завършва магистратура в Белград на тема „Функцията на изборите в обществено-политичкеската система на Югославия“, а в 1978 година защитава в Белград докторат на тема „Смисълът и значението на делегатството в обществено-политическата система на Югославия“ под ръководството на професор Йован Джорджевич. В 1978 година става доцент по конституционно право, в 1983 година хоноруван професор, а в 1988 година редовен професор в Скопския юридически факултет.

## Трудове
- Уставно право на СФРЈ (две книги), „Македонска книга“, Скопје, 1986 и 1987;
- Уставно право (две книги), „Фитко“, Скопје, 1991 и 1992;
- Уставно право (две книги), „Унион трејд“, Скопје, 1994 и 1995;
- Македонската лига и Уставот за државно уредување на Македонија 1880 (заедно с Димевски С., Поповски В., Апостолски М.) „Мисла“, 1985;
- Мирот и уставите (заедно с Такадазу Фукасе), БЦМ, Скопје, 1997;
- Македонија пут с самостоятельности (заедно с Карасев А.В., Косиќ В.И., Ристовски Б., Гусакова Е.) ОАО Издательство „Радуга“, Москва, 1997;
- Elections in Macedonia 1990 – 2000, WZB, Berlin, 2001<
- Македонија на сите континенти, Унион Трејд, Скопје, 2000[1][2]